# Achacachi
Achacachi est une ville et une municipalité de Bolivie située dans l'Altiplano, plus précisément dans la province d'Omasuyos, dont elle est la capitale, et le département de La Paz.
Elle est située sur la rive orientale du lac Titicaca à plus de 3 800 mètres d'altitude.
En 2006, la ville signe un pacte d'amitié et de coopération avec Rome, la capitale italienne. En 2012, la population de la ville est de 8 857 habitants.

## Géographie
Achacachi est située à 97 km par route de la capitale administrative du pays, La Paz, soit via les routes nationales 2 et 16. Elle est située sur la rive sud-orientale du lac Titicaca. 

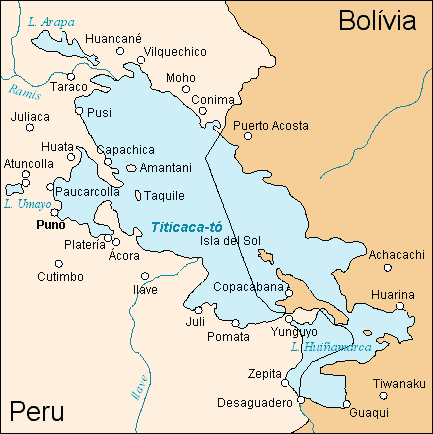
La carte des abords du lac Titicaca

## Histoire
Bien que l'établissement d'une population à cet endroit est antérieure, Achacachi est fondée officiellement le 24 janvier 1826 en tant que capitale administrative. 
En 2005, les cantons de Huarina et de Santiago de Huata se séparent d'Achacachi et deviennent de par la loi une municipalité autonome. En 2009 et 2010, c'est au tour des cantons de Huatajata et de Chua Cocani de se séparer d'Achacachi et de devenir des municipalités autonomes. En raison de ces scissions, la population de la municipalité n'a connu qu'une augmentation marginale de sa population de 2001 à 2012.

## Démographie
La population de la municipalité d'Achacachi augmente de manière significative durant les années 1990, mais connaît depuis le tournant du millénaire une croissance lente, alors que la population du noyau villageois d'Achacachi augmente significativement depuis 1992 :
| Année | Habitants (municipalité) | Habitants (localité) |
| ----- | ------------------------ | -------------------- |
| 1992  | 38 246                   | 5 602                |
| 2001  | 45 875                   | 7 540                |
| 2012  | 46 058                   | 8 857                |
| 2024  | 47 064                   | -                    |

Avec sa population de 46 058 habitants en 2012, Achacachi forme alors la cinquième municipalité la plus populeuse du département de La Paz, après El Alto, La Paz, Viacha et Caranavi. 

## Administration et politique
Comme toutes les municipalités de Bolivie, Achacachi est dirigée par un maire. Les titulaires de cette fonction depuis 2000 sont :
| Titulaire                     | Élection     | Période                           | Parti      |
| Francisco Quispe Ramírez      | Démocratique | 1 février 2000 - 1 février 2005   | MBL        |
| Eugenio Rojas Apaza           | Démocratique | 1 février 2005 - 6 septembre 2009 | MIP        |
| Bernabé Paucara Bautista      | Intérim      | 6 septembre 2009 - 31 mai 2010    | MIP        |
| Constancio Gutiérrez Catacora | Démocratique | 31 mai 2010 - 31 mai 2015         | MPS        |
| Edgar Ramos Laura             | Démocratique | 31 mai 2015 - 7 mai 2017          | MAS-IPSP   |
| Vacant                        | -            | 7 mai 2017 - 1 juillet 2019       | -          |
| Mariano Huallpa Segura        | Intérim      | 1 juillet 2019 - 3 mai 2021       | MAS-IPSP   |
| Constancio Gutiérrez Catacora | Démocratique | Depuis le 3 mai 2021              | Venceremos |